# بطاقة سحر (فلم)
البطاقة السحرية ( (بالصينية: 魔卡行动) ) هو فيلم كوميدي رومانسي صيني لعام 2015 من إخراج Kwok-Man Keung. صدر الفيلم في 16 أكتوبر 2015.

## طاقم التمثيل
- كياو رينليانج [3]
- تشانغ شينيو [2]
- سيمون يام [2]
- كاينان باي [2]
- دادا تشان [2]
- ماريا جرازيا كوتشينوتا [2]
- ييدا كاي [2]
- ينغ ين [2]
- أدريانو جيانيني [2]
- واين زانج [2]
- تشانغ يشان [2]
- لوكسيا جيانغ [2]
- زونغلين هي [2]
- ياليانغ ني [2]
- زهو غوانغهو [2]

## الإيرادات
حصل الفيلم على 1.469 مليون رنمينبي في شباك التذاكر الصيني.